# Hugo Willrich
Hugo Willrich (* 20. August 1867 in Kummerow, Kreis Regenwalde; † 20. Juni 1950 in Göttingen) war ein deutscher Althistoriker und Lehrer.

## Herkunft und Erziehung
Der Sohn eines pommerschen Rittergutspächters legte 1885 in Greifenberg die Reifeprüfung ab und studierte anschließend in Berlin und ab 1887 in Göttingen (unter anderem bei Ulrich von Wilamowitz-Moellendorff) Klassische Philologie und Geschichte. Während seines Studiums wurde er Mitglied beim Verein Deutscher Studenten in Göttingen und Berlin. Nach dem Lehramtsexamen 1890 und dem anschließenden Wehrdienst wurde Willrich 1893 mit einer Arbeit über die Quellen zur Catilinarischen Verschwörung in Göttingen promoviert und habilitierte sich dort 1896 für Alte Geschichte.

## Karriere
In den folgenden Jahren lehrte er an der Georg-August-Universität Göttingen als Privatdozent, erhielt aber keinen Ruf auf eine Professur. So ging er 1904 in den Schuldienst und unterrichtete seitdem als Oberlehrer (seit 1925: Oberstudienrat) am Königlichen Gymnasium in Göttingen (jetzt Max-Planck-Gymnasium).
Von 1914 bis 1918 nahm Willrich als Leutnant der Reserve am Ersten Weltkrieg teil und wurde 1914 in Flandern verwundet. Seine Lehrtätigkeit an der Universität setzte er fort und wurde 1917 ordentlicher Honorarprofessor. Nach dem Tod Georg Busolts vertrat Willrich 1920/1921 zwei Semester lang den Lehrstuhl für Alte Geschichte. 1931 trat er in den Ruhestand.

## Politische Einstellung
Willrich, der schon in seiner ersten wissenschaftlichen Veröffentlichung, der Habilitationsschrift über Juden und Griechen vor der makkabäischen Erhebung, eine antisemitische Einstellung erkennen ließ, betätigte sich nach dem Ersten Weltkrieg politisch, u. a. durch polemische Zeitungsartikel gegen demokratische Professorenkollegen. Er war in der Deutschnationalen Volkspartei aktiv und gründete 1919 einen antisemitischen Verband zur Befreiung vom Judenjoch zu Göttingen. Außerdem war er Mitgründer der Göttinger Ortsgruppe des später in der NSDAP aufgegangenen Deutschvölkischen Schutz- und Trutzbundes. Willrich wurde nicht Mitglied der NSDAP, sondern blieb bekennender Deutschnationaler. Ab 1925 förderte Willrich das Vorhaben des Studenten Achim Gercke, ein Verzeichnis aller deutschen Juden anzulegen.

## Familie
Willrich hatte drei Kinder, zwei Töchter und den Sohn Wolfgang Willrich, einen Künstler und Schriftsteller im Nationalsozialismus, der führend an der Ausstellung „Entartete Kunst“ und der Verfolgung der modernen Kunst beteiligt war. Die Lehrerin Ingeborg Willrich verweigerte den Eid auf Hitler, wurde ohne Anspruch auf Ruhegehalt in den Ruhestand versetzt und auch weiterhin verfolgt.